# Brandeburgo-Prusia
Brandeburgo-Prusia (en alemán: Brandenburg-Preußen) es la denominación historiográfica para un reino de la Edad Moderna formado en 1618 mediante una unión personal entre el ducado de Prusia y el margraviato de Brandeburgo (parte del Sacro Imperio Romano Germánico). El Estado brandeburgués-prusiano fue sucedido por el reino de Prusia en 1701, siendo absorbido por el recién fundado Imperio alemán en 1871.
Basado en el electorado de Brandeburgo, la rama principal de los Hohenzollern se unió por matrimonio con la rama que gobernaba el ducado de Prusia, y aseguró la sucesión a la extinción de la línea masculina en el segundo en el año 1618. Otra consecuencia de los matrimonios fue la incorporación de los principados de la Baja Renania de Cléveris, Mark y Ravensberg después del tratado de Xanten en 1614. Ana, hija del duque Alberto Federico de Prusia (reinó entre 1568 y 1618), se casó con el elector Juan Segismundo I de Brandeburgo, quien tenía garantizado el derecho a la sucesión del ducado de Prusia (luego un feudo polaco) tras la muerte de su suegro en 1618. Para ese momento, el feudo polaco de Prusia pasó al control de los electores de Brandeburgo. El ducado de Prusia siguió siendo un feudo bajo la corona polaca.
La guerra de los Treinta Años (1618-48) fue especialmente devastadora. El elector cambió de lado tres veces, y como resultado de ello, tanto los ejércitos protestantes como los católicos arrasaron la tierra, matando, quemando, capturando hombres y suministros de comida. Más de la mitad de la población fue muerta o desplazada. Berlín y las otras ciudades principales quedaron en ruinas, y tardaron décadas en recuperarse.
Por la paz de Westfalia, que puso fin a la guerra en 1648, Brandeburgo obtuvo Minden y Halberstadt, también la sucesión de parte de Pomerania (incorporada en 1653) y el ducado de Magdeburgo (incorporado en 1680). 
Federico Guillermo I de Brandeburgo el Gran Elector (1640-1688), comenzó a sentir que tenía que ir a Varsovia para rendir homenaje a Ladislao IV de Polonia por el ducado de Prusia, el cual asumió en feudo de la corona polaca. Pero sacando ventaja de la difícil posición de Polonia con Suecia en la gran guerra del Norte y su amistosa posición con Rusia durante una serie de guerras ruso-polacas, Federico Guillermo consiguió obtener más tarde un descargo de sus obligaciones de vasallo, y luego de la invasión tártara de Polonia en 1656-57 le fue otorgada finalmente la independencia a Prusia en 1660. Con el tratado de Bromberg (1657), concluido durante la segunda guerra nórdica, los electores quedaron liberados del vasallaje polaco por el ducado de Prusia y obtuvieron Lauemburgo-Bütow (Lębork- Bytów) y Draheim (posesión que se sustanció en 1668) en el actual Voivodato de Pomerania Occidental. 
El tratado de Saint-Germain-en-Laye (1679) que ponía fin a la guerra de Escania, expandió la Pomerania brandeburguesa hasta el bajo Óder (Kamień Pomorski y Gryfino). 
La segunda mitad del siglo xvii estableció las bases para que Prusia se convirtiese en uno de los jugadores principales en la posterior política europea. El emergente potencial militar prusiano-brandeburgués, basado en la introducción de un ejército permanente en 1653, queda simbolizado en las renombradas victorias de Varsovia (1656) y Fehrbellin (1675) y por el Gran paseo en trineo (1678). Brandeburgo-Prusia también estableció una armada y colonias alemanas en la Costa de Oro brandeburguesa y Arguin. Federico Guillermo abrió Brandeburgo-Prusia a inmigración a gran escala (Peuplierung) de lo que principalmente fueron refugiados protestantes de toda Europa (Exulanten), especialmente hugonotes tras el Edicto de Potsdam. Federico Guillermo también empezó a centralizar la administración de Brandeburgo-Prusia y a reducir la influencia de los estados.
Los derechos de la corona polaca para con Prusia serían legalmente revertidos si la línea dinástica Hohenzollern se extinguía. En 1701, Federico III, elector de Brandeburgo, se proclamó «rey en Prusia» y todos los vínculos con Polonia desaparecieron. El primer rey prusiano fue también el último que habló fluidamente el polaco. Sus sucesores hablaban alemán y francés. La elevación del electorado a reino fue posible por el estatus soberano del ducado de Prusia fuera del Sacro Imperio Romano Germánico y la aprobación del emperador Habsburgo y otras casas reales europeas en el curso de la formación de alianzas para la guerra de sucesión española y la gran guerra del Norte. Desde 1701 en adelante, los dominios Hohenzollern se llamaron reino de Prusia o, simplemente, Prusia. Legalmente, la unión personal entre Brandeburgo y Prusia continuó hasta la disolución del Sacro Imperio en 1806. Sin embargo, para esta época la soberanía superior del emperador sobre el imperio se había convertido en una ficción legal. De ahí que, después de 1701, Brandeburgo fuera de facto tratado como parte del reino de Prusia. Federico y sus sucesores siguieron centralizando y expandiendo el estado, transformando la unión personal de principados diversos propios de la época Brandeburgo-Prusia en un sistema de provincias subordinadas a Berlín.

## Establecimiento bajo Juan Segismundo (1618)

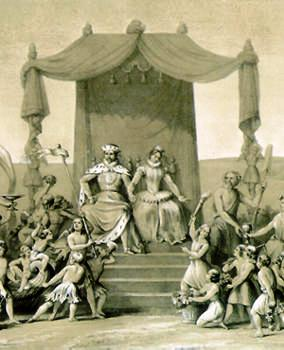
Una alegoría del siglo XIX visualizando la emergencia de Brandeburgo-Prusia a través del matrimonio de Juan Segismundo con la duquesa Ana de Prusia.

El margraviato de Brandeburgo había sido la sede de la rama principal de los Hohenzollern, quienes eran príncipes electores en el Sacro Imperio Romano Germánico, desde 1415. En 1525, por el tratado de Cracovia, el ducado de Prusia fue creado a través de la secularización parcial del Estado monástico de los Caballeros Teutónicos. Era un vasallo del Reino de Polonia y estaba gobernado por el duque Alberto de Prusia, un miembro de una rama cadete de la Casa de Hohenzollern. Por mediación de su madre Isabel, de los Hohenzollern brandeburgueses, Ana María de Brunswick-Luneburgo se convirtió en la segunda esposa de Alberto en 1550, y dio a luz a su sucesor, Alberto Federico. En 1563, la corona polaca otorgó a la rama brandeburguesa de los Hohenzollern. Alberto Federico se convirtió en duque de Prusia después de la muerte de Alberto en 1568. Su madre murió el mismo año, y desde entonces él mostró signos de desorden mental. Debido a la enfermedad del duque, Prusia fue gobernada por el sobrino de Alberto Jorge Federico de Hohenzollern-Ansbach-Jägersdorf (1577-1603). En 1573, Alberto Federico se casó con María Leonor de Jülich-Cléveris-Berg, con quien tuvo varias hijas.
En 1594, la hija de Alberto Federico, la duquesa Ana de Prusia que entonces tenía 14 años, se casó con el hijo de Joaquín Federico de Hohenzollern-Brandeburgo, Juan Segismundo. El matrimonio aseguró el derecho de sucesión en el ducado de Prusia así como en el de Cléveris. A la muerte de Jorge Federico en 1603, la regencia del ducado prusiano pasó a Joaquín Federico. También en 1603, se concluyó el Tratado de Gera por los miembros de la Casa de Hohenzollern, estableciendo que sus territorios no se dividirían internamente en el futuro.
Los electores de Brandeburgo heredaron el ducado de Prusia a la muerte de Alberto Federico en 1618, pero el ducado continuó como un feudo de la Corona polaca hasta 1656-57. Dado que Juan Segismundo había sufrido una apoplejía en 1616 y en consecuencia estaba muy disminuido físicamente así como mentalmente, su esposa Ana gobernó el ducado de Prusia en su nombre hasta que Juan Segismundo murió de un segundo ataque en 1619, a los 47 años de edad.

## Jorge Guillermo, 1619-1640

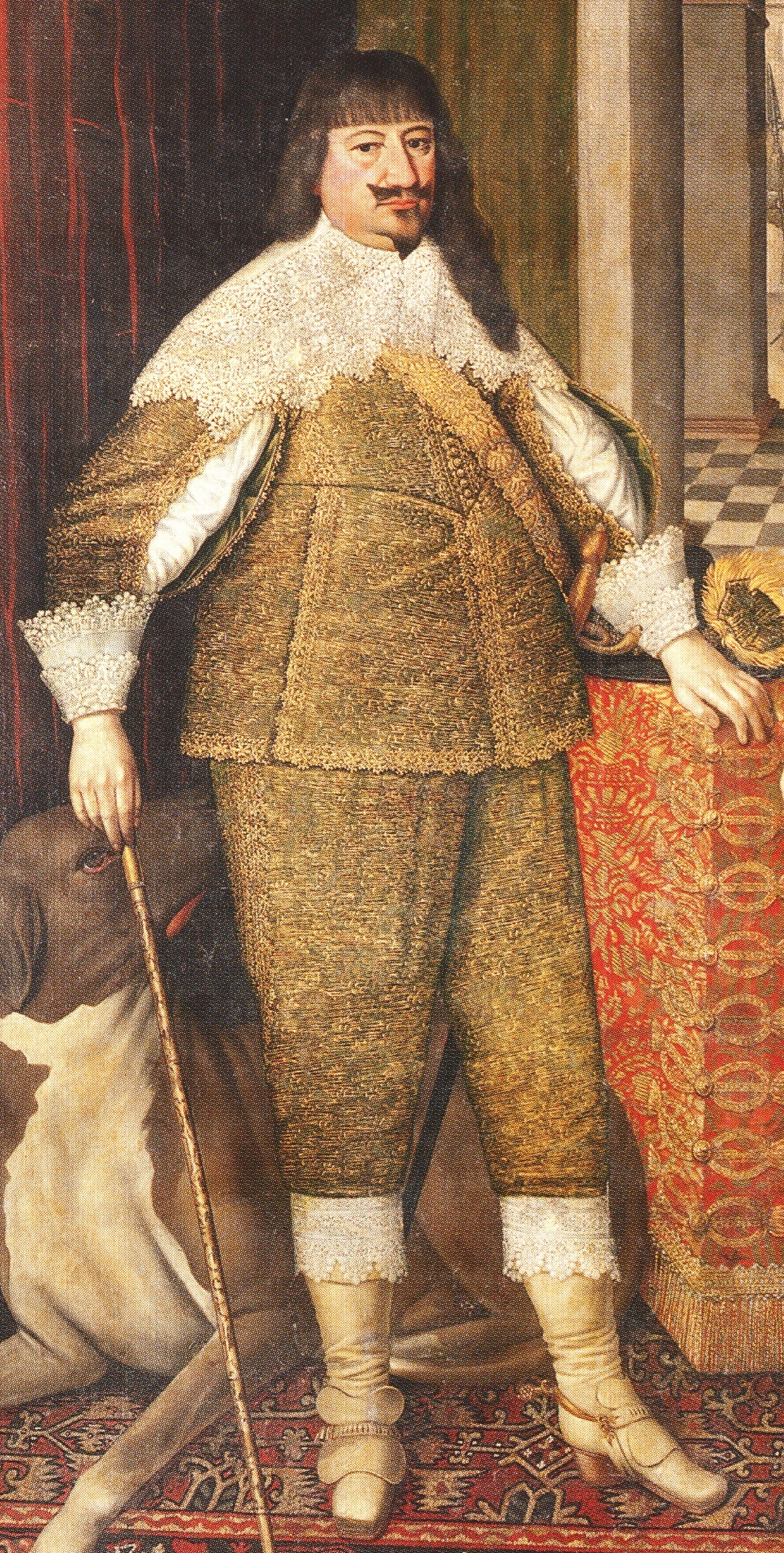
Jorge Guillermo, elector de Brandeburgo

Desde 1619 hasta 1640, Jorge Guillermo fue elector de Brandeburgo y duque de Prusia. Luchó por romper el dominio del Electorado de Sajonia en la Circunscripción de Alta Sajonia, pero no pudo conseguirlo. El antagonismo entre Brandeburgo y Sajonia hacía inefectiva la defensa de la Circunscripción, y fue por lo tanto sobrepasado por Albrecht von Wallenstein durante la guerra de los Treinta Años. Mientras Jorge Guillermo había pretendido ser neutral al principio, la presencia del ejército de Wallenstein le obligó a unirse al campo imperial católico en el Tratado de Königsberg (1627) y aceptar guarniciones. Cuando el Imperio sueco entró en la guerra y se adentró en Brandeburgo, Jorge Guillermo de nuevo pretendió ser neutral, aun así Gustavo Adolfo de Suecia obligó a Jorge Guillermo a unirse a Suecia como un aliado ocupando territorio sustancial en Brandeburgo-Prusia y concentrando un ejército ante las murallas de la ciudad de Berlín. Jorge Guillermo no concluyó una alianza, pero concedió a los suecos derecho de paso, dos fortalezas y subsidios. En consecuencia, los ejércitos católicos saquearon repetidamente Brandeburgo y otras tierras Hohenzollern.

## «El Gran Elector», Federico Guillermo, 1640-1688
Durante la guerra de los Treinta Años, a Jorge Guillermo le sucedió Federico Guillermo, nacido en 1620, que con el tiempo pasaría a ser conocido como «el Gran Elector» (Der Große Kurfürst). El carácter del joven elector fue marcado por su educación calvinista, una larga estancia en las Provincias Unidas durante su Grand Tour, y los acontecimientos de la guerra, de los cuales un encuentro con su tío Gustavo Adolfo de Suecia en Pomerania fue de lo que más le impresionó.

### Conclusión de la guerra de los Treinta Años

Federico Guillermo, "Gran Elector" de Brandeburgo-Prusia

Federico Guillermo asumió el poder en Brandeburgo-Prusia en época de crisis demográfica, económica y política causada por la guerra. La guerra había hecho perder al territorio dos tercios de sus habitantes. Al ascender al trono, el nuevo elector licencio al ejército brandeburgués, pero reunió un ejército de nuevo en 1643/44. Si Federico Guillermo concluyó o no una tregua y acuerdo de neutralidad con Suecia es algo en disputa: aunque existe un documento relevante de 1641, nunca fue ratificado y se ha tildado repetidamente de falsificación. Sin embargo, no se discute que estableció el crecimiento de Brandeburgo-Prusia.
En aquella época, las fuerzas del Imperio sueco dominaban el norte de Alemania, y junto con su aliado Francia, Suecia se convirtió en garante del poder de la paz de Westfalia en 1648. La pretensión sueca de controlar el mar Báltico estableciendo dominios en la costa (dominium maris baltici) chocaban con las ambiciones de Federico Guillermo de dominar el estuario del Óder con Stettin (hoy Szczecin) en Pomerania.
Los margraves brandeburgueses habían buscado desde hacía tiempo expandirse hacia el norte, dando a Brandeburgo acceso al mar Báltico. El tratado de Grimnitz (1529) garantizó la sucesión brandeburguesa en el ducado de Pomerania cuando se extinguiese la casa de Pomerania, y habría entrado en vigor a la muerte del duque de Pomerania, Boleslao XIV, en 1637. Por el tratado de Stettin (1630), sin embargo, Bogislao XIV había entregado el control efectivo del ducado a los suecos, quienes rechazaron entregarlo al pretendiente brandeburgués. La paz de Westfalia dispuso la partición del ducado entre Brandeburgo y Suecia, quienes determinaron la frontera exacta en el Tratado de Stettin (1653). Suecia conservaba la parte occidental incluyendo el bajo Óder (Pomerania sueca), mientras que Brandeburgo ganaba la parte oriental (Pomerania Central) evacuada por los suecos. Federico Guillermo no estaba satisfecho por este resultado, y la adquisición de todo el ducado de Pomerania se convertiría en uno de los principales objetivos de su política exterior.
En la paz de Westfalia, Federico Guillermo fue compensado por la pérdida de Pomerania occidental con los obispados secularizados de Halberstadt y Minden y el derecho de sucesión al también secularizado arzobispado de Magdeburgo, efectivo a la muerte de Augusto de Sajonia-Weissenfels. Con Halberstadt, Brandeburgo-Prusia obtuvo también varios territorios menores: el señorío de Derenburg, el condado de Regenstein, el señorío de Klettenberg y el señorío de Lohra. Esto se debió principalmente a los esfuerzos franceses de equilibrar el poder del emperador Habsburgo fortaleciendo a los Hohenzollern, y mientras Federico Guillermo valoraba estos territorios menos que Pomerania occidental, su obtención fue un paso más en la creación de un reino  de territorios contiguos, dominante en Alemania a la larga. El debilitamiento de los Países Bajos, que ocupaban las plazas fuertes de Cléveris y habían pretendido incluso integrar el territorio en el seno de las Provincias Unidas, debido al conflicto con la Inglaterra de Oliver Cromwell y a las disensiones internas entre republicanos y partidarios de la Casa de Orange-Nassau, le permitió al elector instalar sus propias guarniciones en el territorio.

### Devastación
De todos los territorios de Brandeburgo-Prusia, el Electorado de Brandeburgo estaba entre los más devastados al final de la guerra de los Treinta Años. Ya antes de la guerra, la densidad de población y la riqueza en el electorado habían sido bajas en comparación con otros territorios del imperio, y la guerra destruyó 60 ciudades, 48 castillos y alrededor de 5.000 pueblos. Una media del 50% de la población estaba muerta, en algunas regiones solo el 10% sobrevivió. La población rural, debido a las muertes y a la huida a las ciudades, había descendido de 30 000 antes de la guerra a 75 000 después. En las importantes ciudades de Berlín-Cölln y Fráncfort del Óder, la caída de la población fue de un tercio y dos tercios, respectivamente. Algunos de los territorios ganados tras la guerra estaban igualmente devastados: en Pomerania, solo un tercio de la población sobrevivió, y Magdeburgo, en el pasado entre las ciudades más ricas del imperio, fue quemada y la mayor parte de su población asesinada. Menos afectado fue el ducado de Prusia que solo se vio implicada marginalmente en la guerra, y Minden.
A pesar de los esfuerzos de repoblar estos territorios devastados, llevó cierto tiempo hasta que a mediados del siglo XVIII se alcanzó la densidad de población anterior a la guerra.

### Guerra de las vacas

Mapa de los ducados del Bajo Rin

En junio de 1651, Federico Guillermo rompió las previsiones de la paz de Westfalia invadiendo Jülich-Berg, fronterizos con sus posesiones en Cléveris-Mark en el bajo Rin. El tratado de Xanten, que había terminado la guerra de la sucesión de Juliers (Jülich) entre Brandeburgo y los condes palatinos en 1614, había partido los que antes fueron ducados unidos de Jülich-Cléveris-Berg entre los beligerantes, y Jülich-Berg desde entonces estaba regido por los condes católicos de Palatinado-Neoburgo. Después de la guerra de los Treinta Años, el conde Wolfgang Guillermo, no respetó un acuerdo de 1647 con Federico Guillermo que había favorecido a los protestantes en los ducados, mientras Federico Guillermo insistía en que el acuerdo debía mantenerse. Aparte de estos motivos religiosos, la invasión de Federico Guillermo también pretendía una expansión territorial.
El conflicto tenía el potencial de encender otra guerra internacional puesto que Wolfgang Guillermo quería que interviniera en su favor el ejército de Lorena, aún no desmovilizado, y que continuaba operando en la región a pesar de la paz de Westfalia, y Federico Guillermo buscó el apoyo de las Provincias Unidas. Estos últimos sin embargo siguieron una política de neutralidad y rechazaron ayudar a la campaña de Federico Guillermo, a la que se opusieron todavía más en los estados imperiales así como los locales. Políticamente aislado, Federico Guillermo abortó la campaña después del tratado de Cléveris negociado por los mediadores imperiales en octubre de 1651. La disputa religiosa subyacente solo se resolvió en 1672. Mientras evitaba enfrentamientos militares, el ejército de Brandeburgo-Prusia se ocupó principalmente de robar ganado (de ahí el nombre), lo que disminuyó considerablemente la reputación de Federico Guillermo.

### Ejército permanente

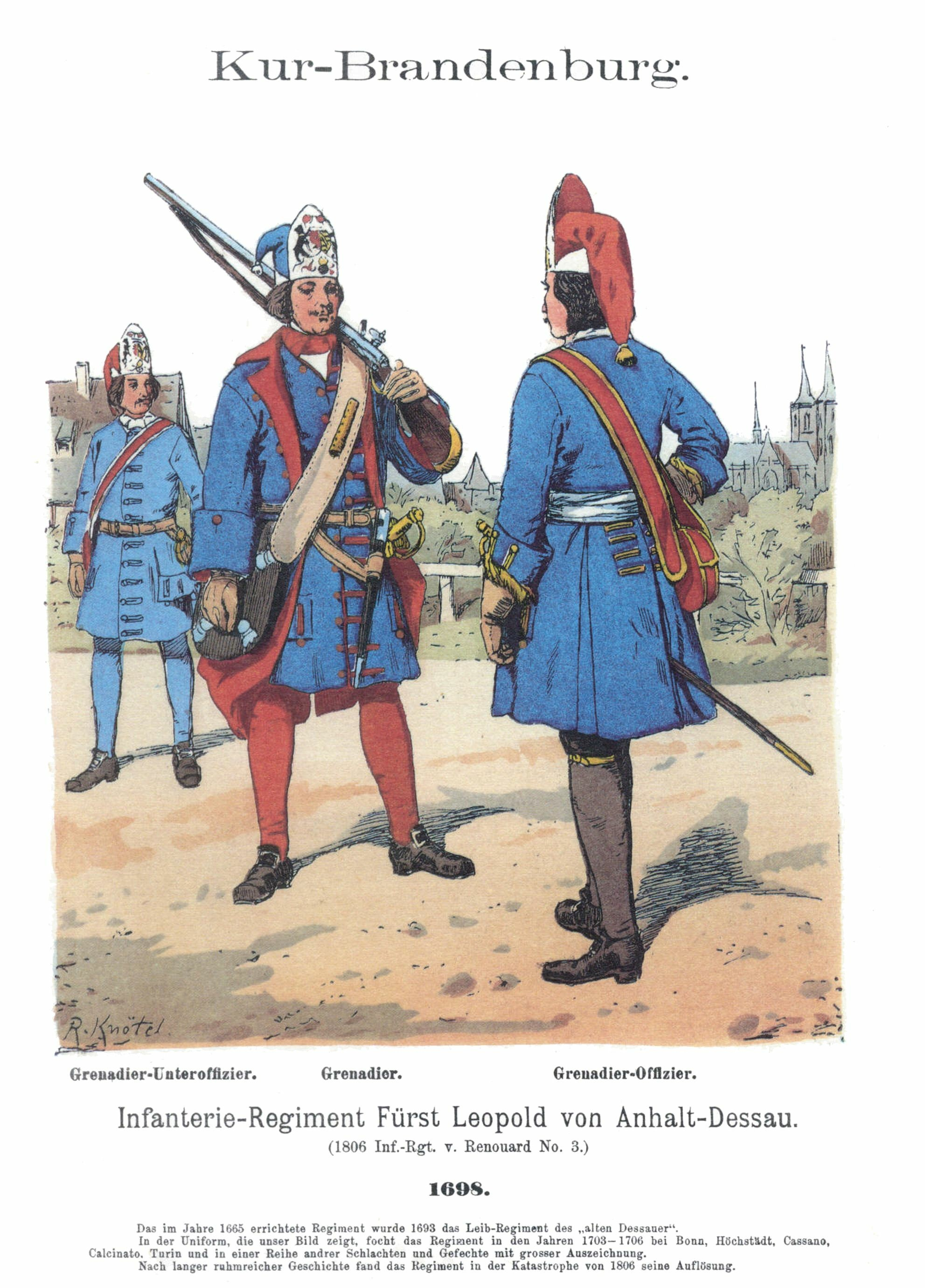
Uniformes del ejército prusiano en 1698

Debido a sus experiencias en tiempo de guerra, Federico Guillermo quedó convencido de que solo prevalecería si tenía un ejército permanente. Tradicionalmente, alzar y financiar reservas militares era un privilegio de los estados, aun así Federico Guillermo tuvo la visión de un ejército permanente, financiado independientemente de los estados. Logró el consentimiento y las contribuciones financieras necesarias de los estados en un decreto landtag de 26 de julio de 1653. A su vez, confirmó varios privilegios de los caballeros, incluyendo exenciones fiscales, confirmaciones de jurisdicción y poderes policiales en sus estados (Patrimonialgerichtsbarkeit) y la ratificación de la servidumbre (Leibeigenschaft, Bauernlegen).
Inicialmente, las contribuciones de los estados se limitaron a seis años, aun así Federico Guillermo obligó a los estados a continuar sus pagos posteriormente y creó una oficina para recoger las contribuciones. La contribución fue confirmada por los estados en 1662, pero transformada en 1666 por decreto de un impuesto sobre el patrimonio a un impuesto sobre bienes específicos. Desde 1657, las ciudades tenían que contribuir no con soldados, sino con pagos monetarios al ejército, y desde 1665, los estados fueron capaces de liberarse de contribuir con soldados mediante pagos adicionales. El ejército inicialmente tenía un tamaño de 8000 hombres y se elevó a 25.000 y hasta 30.000 hombres para 1688. Para entonces, Federico Guillermo había logrado también su segunda pretensión, que era financiar el ejército independientemente de los estados. Para 1688, estos costes militares ascendían a la considerable cantidad de 1 500 000 táleros o la mitad del presupuesto del estado. Asegurar una sólida base financiera para el ejército, que los estados no podían perturbar, fue el principal objetivo de las reformas administrativas de Federico Guillermo. Consideraba el éxito militar como la única manera de obtener reputación internacional.

### Segunda Guerra Nórdica

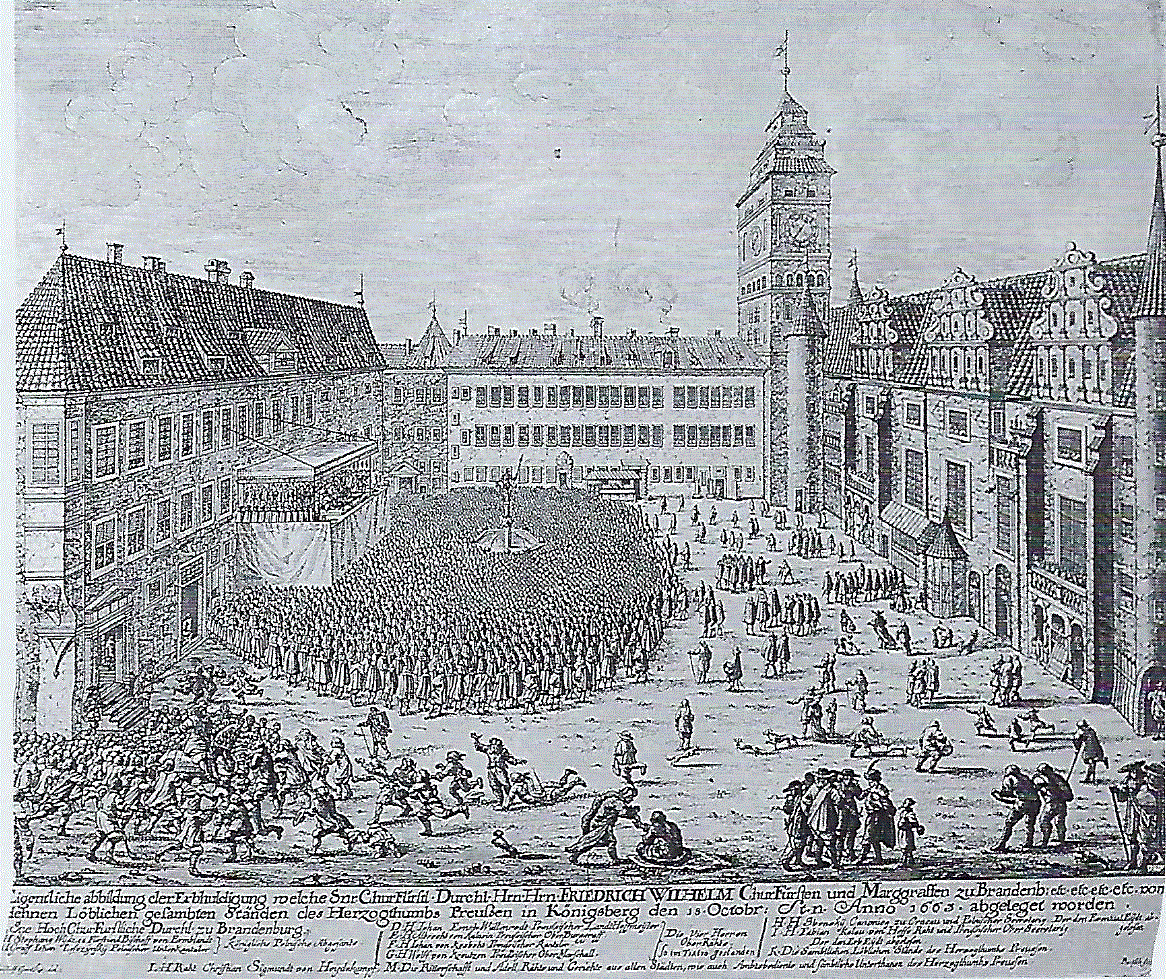
Los estados prusianos rindiendo homenaje al soberano Federico Guillermo I en el castillo de Königsberg, 1663.

La invasión sueca de la República de las Dos Naciones al año siguiente empezó la Segunda Guerra Nórdica. Federico Guillermo ofreció protección a las ciudades reales prusianas en el tratado de Rinsk, pero tuvo que rendirse a la supremacía militar sueca y retirarse a su ducado prusiano. Perseguido por fuerzas polacas hasta la capital de Prusia, Federico Guillermo hizo la paz y se alió con los suecos, tomando el ducado de Prusia y Ermland (Ermeland, Warmia) como feudos de Carlos X Gustavo de Suecia en el tratado de Königsberg en enero de 1656. La alianza demostró ser victoriosa en la batalla de Varsovia en junio, elevando la reputación internacional del elector. La continua presión sobre Carlos X Gustavo dio como resultado que el rey sueco reconociera la plena soberanía en el ducado de Prusia y Ermland a Federico Guillermo por el tratado de Labiau en noviembre para asegurar el mantenimiento de la alianza. El tratado de Radnot, concluido en diciembre por los suecos y sus aliados, avanzaron aún más, concediendo la Gran Polonia a Brandeburgo-Prusia en caso de una victoria.
Sin embargo, al estar en mejor posición la coalición antisueca, Federico Guillermo cambió de lado y el rey polaco Juan II Casimiro Vasa confirmó su soberanía sobre Prusia, pero no en Ermland, en el Tratado de Wehlau-Bromberg en 1657. El ducado legalmente revertiría a Polonia si la línea dinástica Hohenzollern se extinguiera. La soberanía Hohenzollern en el ducado de Prusia fue confirmada en la Paz de Oliva, que puso fin a la guerra en 1660. Las campañas de Brandeburgo-Prusia en la Pomerania sueca no dieron como resultado ganancias permanentes.

### Guerras holandesa y de Escania

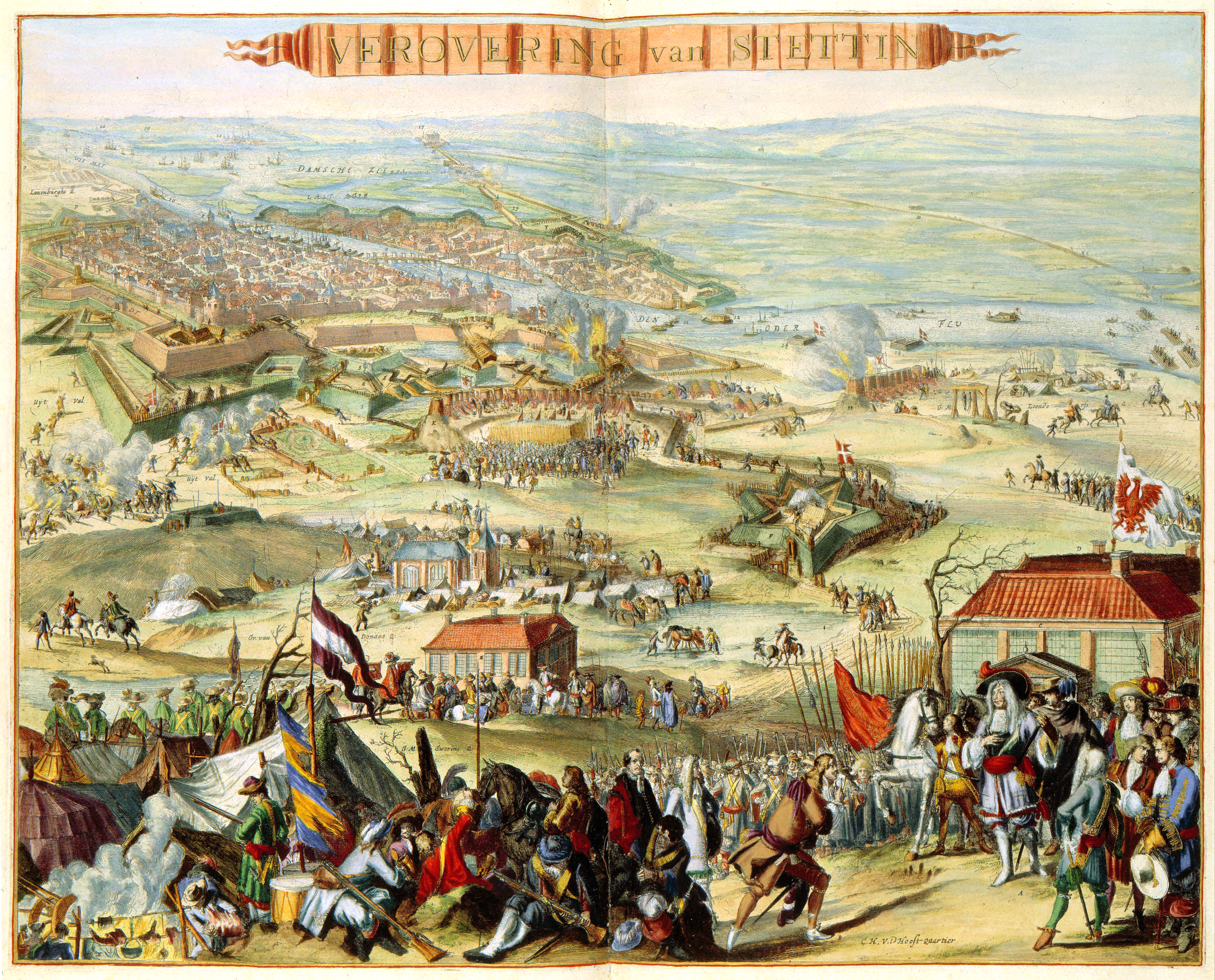
Asedio de Stettin en 1677

En 1672, estalló la guerra franco-holandesa, con Brandeburgo-Prusia implicada como aliada de la república holandesa. Esta alianza se basaba en un tratado de 1669, y dio como resultado que los franceses ocuparan Cléveris de Brandeburgo-Prusia. En junio de 1673, Federico Guillermo abandonó la alianza holandesa y concluyó un tratado de subsidio con Francia, quien a su vez se retiraría de Cléveris. Cuando el Sacro Imperio Romano Germánico declaró la guerra a Francia, un llamado Reichskrieg, Brandeburgo-Prusia de nuevo cambió de lado y se unió a las fuerzas imperiales. Francia presionó a su aliada sueca para que la aliviara atacando Brandeburgo-Prusia desde el norte. Carlos XI de Suecia, dependiente de los subsidios franceses, de mala gana ocupó la Uckermark brandeburguesa en 1674, comenzando el teatro alemán de la Guerra Escanesa (Guerra sueco-brandeburguesa). Federico Guillermo reaccionó rápidamente marchando con sus ejércitos desde el Rin hasta el norte de Brandeburgo, y encontró la retaguardia del ejército sueco, que estaba en el proceso de cruzar un pantano, en la batalla de Fehrbellin (1675). Aunque fue una escaramuza menor desde una perspectiva militar, la victoria de Federico Guillermo resultó tener un enorme significado simbólico. El "Gran Elector" comenzó una contraofensiva, persiguiendo a las fuerzas suecas en retirada a través de la Pomerania sueca.

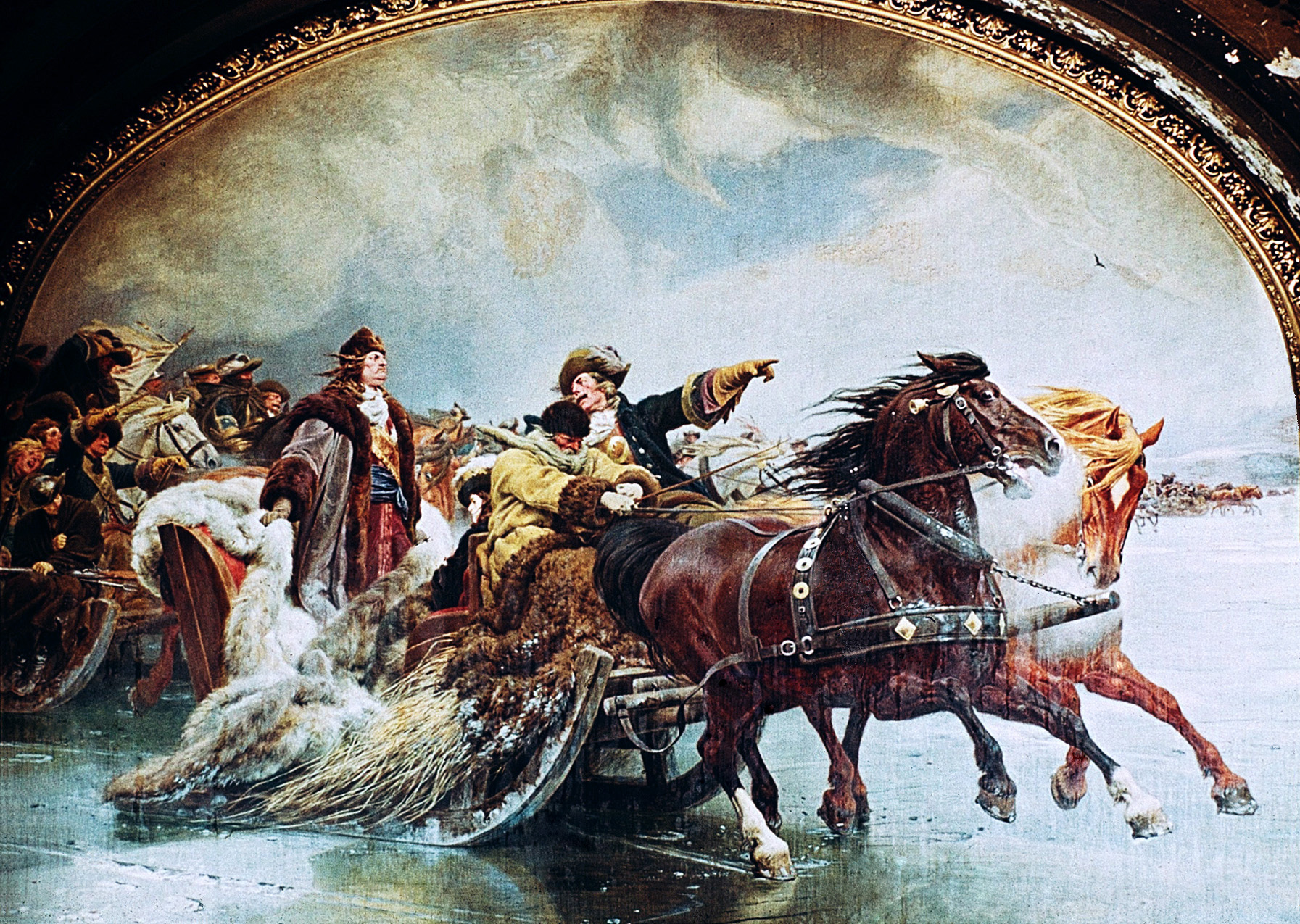
Gran paseo en trineo (1678): Federico Guillermo persigue a las tropas suecas cruzando la Laguna de Curlandia congelada; fresco de Wilhelm Simmler, h. 1891

El rey polaco Juan III Sobieski planeaba restaurar la soberanía polaca sobre el ducado de Prusia, y con este propósito concluyó una alianza con Francia el 11 de junio de 1675. Francia prometió asistencia y subsidios, mientras Sobieski a su vez permitía el reclutamiento francés en la Mancomunidad polaco-lituana y prometía ayudar a las fuerzas rebeldes húngaras quienes distraerían a los Habsburgo de su guerra contra Francia. Para que este plan funcionase, Polonia-Lituania tenía primero que concluir su guerra contra el Imperio otomano, que la diplomacia francesa a pesar de sus grandes esfuerzos, no conseguía. Más aún, a Sobieski se le enfrentaba el Papado, y la aristocracia polaca que veían en los otomanos una amenaza mayor, y por los magnates polacos sobornados por Berlín y Viena. La oposición católica en el interior de Polonia a una intervención de lado de los rebeldes húngaros protestantes añadía más resentimiento. Así, mientras el tratado de Żurawno puso fin a la guerra otomano-polaca en 1676, Sobieski se puso en lugar de ello del lado imperial, y el plan para una campaña prusiana fue abandonado.
Para 1678, Federico Guillermo había tomado la Pomerania sueca y ocupado la mayor parte del territorio, con la excepción de Rügen que detentaba Dinamarca-Noruega. A esto le siguió otro éxito contra Suecia, cuando Federico Guillermo sacó a las fuerzas suecas de Prusia en lo que pasó a ser conocido como el Gran paseo en trineo. Sin embargo, cuando Luis XIV de Francia concluyó la guerra holandesa por los tratados de Nimega, marchó con sus ejércitos al este, para aliviar a su aliado sueco, y forzó a Federico Guillermo a básicamente volver al statu quo ante bellum por el tratado de Saint-Germain-en-Laye (1679). Aunque la guerra de Escania dio como resultado solo pequeñas ganancias territoriales, uniendo una pequeña franja de la orilla derecha de la Pomerania sueca en el bajo Óder a la Pomerania prusiano-brandeburguesa, la guerra dio como resultado una enorme ganancia de prestigio para el elector.

## Federico III (I), 1688-1713
Federico III de Brandeburgo, desde 1701 también Federico I de Prusia, nació en Königsberg en 1657. Ya en los últimos años de reinado de su padre, las relaciones amistosas con Francia establecidas después de Saint Germain (1679) se habían enfriado, no solo por la cuestión de los hugonotes. En 1686, Federico Guillermo se volvió hacia el emperador Habsburgo, con quien concluyó una alianza el 22 de diciembre de 1686. Por esta alianza, Federico Guillermo cedió derechos sobre Silesia en favor de los Habsburgo, y a cambio recibió el Condado de Schwiebus silesio, que limitaba con la Neumark. Federico III, presente en las negociaciones como príncipe heredero, aseguró a los Habsburgo la continuidad de la alianza una vez que él estuviera en el poder, y secretamente concluyó una enmienda de devolver Schwiebus a los Habsburgo, lo que hizo con el tiempo en 1694. A lo largo de su reinado, Brandeburgo-Prusia siguió siendo un aliado Habsburgo y repetidamente desplegó tropas para combatir a Francia. En 1693, Federico III empezó a sondear la posibilidad de elevar su estatus en la corte Habsburgo en Viena, y mientras el primer intento no tuvo éxito, la elevación a la categoría de rey fue su objetivo principal.
La elevación de estatus que pretendía no era solo con propósito ornamental, sino que era considerado una necesidad para prevalecer en la competición política. Aunque Federico III tenía el elevado estatus de un príncipe elector, esta categoría también la tenía Maximiliano I de Baviera en 1623, durante la Guerra de los Treinta Años, también por el elector del Palatinado en la paz de Westfalia (1648), y por Ernesto Augusto de la casa de Hannover en 1692. Así, el anteriormente exclusivo club de los príncipes electores ahora tenía nueve miembros, seis de los cuales eran príncipes seculares, y parecían posibles ulteriores cambios. Dentro del círculo de príncipes electores, Augusto el Fuerte, elector de Sajonia, se había asegurado la corona polaca en 1697, y la casa de Hannover se había asegurado la sucesión del trono británico. Desde la perspectiva de Federico III, el estancamiento en el estatus significaba pérdida de poder, y esta perspectiva parecía confirmarse cuando las casas reales europeas ignoraron las pretensiones de Brandeburgo-Prusia en el tratado de Rijswijk (1697).
Federico decidió elevar el ducado de Prusia a reino. Dentro del Sacro Imperio, nadie podía llamarse rey salvo el emperador y el rey de Bohemia. Sin embargo, Prusia estaba fuera del imperio, y los Hohenzollern tenían allí plena soberanía. Algunos asesores dudaban que fuera un plan practicable, y en cualquier caso la corona solo era valiosa si la nobleza europea lo reconocía, sobre todo el emperador. En 1699, las negociaciones se reemprendieron con el emperador Leopoldo I, quien a su vez necesitaba aliados ya que iba a estallar la guerra de sucesión española. El 16 de noviembre de 1700, el emperador aprobó la coronación de Federico en el Krontraktat ('tratado de corona'). Con respecto a Polonia-Lituania, que tenía las provincias de Prusia Real y Ermland, estuvieron de acuerdo en que Federico se llamase a sí mismo «Rey en Prusia» en lugar de «Rey de Prusia». Gran Bretaña y las Provincias Unidas, por razones parecidas a las del emperador, aceptaron la elevación de Federico antes de la coronación.

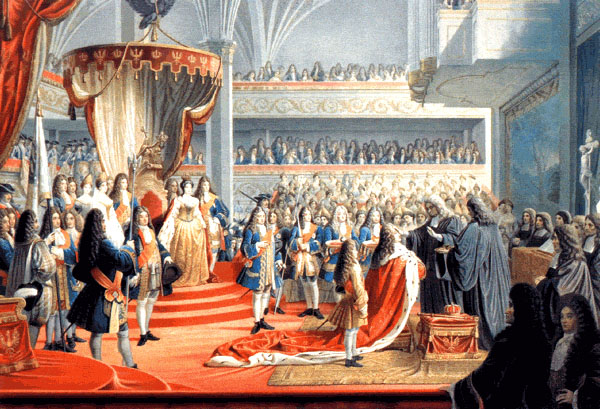
Unción de Federico III (I) tras su coronación como Rey en Prusia en Königsberg, 1701.

El 17 de enero de 1701, Federico dedicó el escudo de armas real, el águila negra prusiana, y el lema «suum cuique». El 18 de enero, se coronó a sí mismo y a su esposa, Sofía Carlota en una ceremonia barroca en el castillo de Königsberg.
El 28 de enero, Augusto el Fuerte le dio la enhorabuena a Federico, aún no como rey polaco, sino como elector sajón. En febrero, Dinamarca-Noruega aceptó la elevación de Federico con la esperanza de obtener un aliado en la gran guerra del Norte, y el Zar de Rusia del mismo modo lo aprobó en 1701. Lo mismo hicieron la mayor parte de los príncipes del Sacro Imperio. Carlos XII de Suecia aceptó a Federico como rey prusiano en 1703. En 1713, Francia y España también aceptaron el estatus real de Federico.
La coronación no fue aceptada por la orden teutónica, quien a pesar de la secularización del ducado de Prusia en 1525 mantenía pretensiones a la región. El gran maestre protestó ante la corte del emperador, y el papa envió una circular a todos los regentes católicos para que no aceptaran el estatus real de Federico. Hasta 1787, los documentos papales siguieron hablando del rey prusiano como «margrave de Brandeburgo». Ni tampoco aceptó su estatus de rey la nobleza polaco-lituana, viendo la provincia polaca de Prusia Real en peligro, y solo en 1764 fue aceptado que Prusia era un reino.
Puesto que Brandeburgo seguía siendo legalmente parte del Sacro Imperio, la unión personal entre Brandeburgo y Prusia técnicamente continuó hasta la disolución del imperio en 1806. Sin embargo, el poder del emperador era solo nominal para entonces, y Brandeburgo pronto pasó a ser tratado como una provincia de facto del reino de Prusia. Aunque Federico aún era solo un elector dentro de las porciones de su dominio que eran parte del Imperio, solo reconocía la superior soberanía del emperador sobre ellos de una manera formal.

## Administración
A mediados del siglo xvii, los margraves de Brandeburgo se habían vuelto muy dependientes de los estados (condes, señores, caballeros y ciudades, no prelados debido a la Reforma protestante en 1538). Las responsabilidades y los ingresos fiscales del margraviato así como las finanzas del margrave eran controladas por la Kreditwerk, una institución no controlada por el elector, y el Großer Ausschuß ('gran comité') de los estados. Esto era debido a concesiones realizadas por Joaquín II en 1541 a cambio de ayuda financiera de los estados, sin embargo, la Kreditwerk declaró la bancarrota entre 1618 y 1625. Los margraves tuvieron que ceder el veto de los estados en todos los temas concernientes a «lo mejor o lo peor del país», en todos los compromisos legales, y en todos los temas concernientes a prendas o ventas de la propiedad real del elector.
Para reducir la influencia de los estados, Joaquín Federico en 1604 creó un consejo llamado Geheimer Rat für die Kurmark ('Consejo Privado para el Electorado'), que en lugar de los estados iba a funcionar como consejo supremo asesor del elector. Aunque el consejo fue establecido de manera permanente en 1613, no consiguió influencia hasta 1651 debido a la Guerra de los Treinta Años.
Hasta después de la guerra de los Treinta Años, los territorios de Brandeburgo-Prusia eran políticamente independientes el uno del otro, conectados solo por un superior feudal común. Federico Guillermo, quien tuvo la visión de transformar una unión personal en una unión real, comenzó a centralizar el gobierno de Brandeburgo-Prusia con un intento de establecer el Geheimer Rat como una autoridad central para todos los territorios en 1651, pero este proyecto fue inviable. En lugar de ello, el elector siguió nombrando un gobernador (Kurfürstlicher Rat) para cada territorio, quien en la mayor parte de los casos era un miembro del Geheimer Rat. La institución más poderosa en los territorios siguió siendo el gobierno de los estados (Landständische Regierung, llamado Oberratsstube en Prusia y Geheime Landesregierung en Mark y Cléveris), que eran las agencias de gobierno más altas en lo referente a la jurisdicción, las finanzas y la administración. El elector intentó equilibrar los gobiernos de los estados creando Amtskammer cámaras para administrar y coordinar los dominios del elector, los ingresos fiscales y los privilegios. Tales cámaras fueron introducidas en Brandeburgo en 1652, en Cléveris y Mark en 1653, en Pomerania en 1654, en Prusia en 1661 y en Magdeburgo en 1680. También en 1680, el Kreditwerk pasó a la égida del elector.
El impuesto sobre bienes específicos (Akzise), de Federico Guillermo, que desde 1667 reemplazó al impuesto sobre la propiedad recaudado en Brandeburgo para el ejército permanente de Brandeburgo-Prusia con el consentimiento de los estados, fue recaudado por el elector sin consultar a los estados. La conclusión de la Segunda Guerra Nórdica había fortalecido políticamente al elector, permitiéndoles reformar la constitución de Cléveris y Mark en 1660 y 1661 para introducir oficiales leales a él e independientes de los estados locales. En el ducado de Prusia, confirmó los privilegios tradicionales de los estados en 1663, pero aceptados los segundos con la advertencia de que estos privilegios no iban a usarse para interferir con el ejercicio de la soberanía del elector. Como en Brandeburgo, Federico Guillermo ignoró el privilegio de los estados prusianos para confirmar o vetar impuestos establecidos por el elector: mientras en 1656, un Akzise fue recaudado con el consentimiento de los estados, el elector por la fuerza recaudó impuestos no aprobados por los estados prusianos por primera vez en 1674. Desde 1704, los estados prusianos habían abandonado, de facto, su derecho a aprobar los impuestos del elector a pesar de que formalmente aún podían hacerlo. En 1682, el elector introdujo un Akzise en Pomerania y en 1688 en Magdeburgo, mientras que en Cléveris y Mark se introdujo un Akzise solo entre 1716 y 1720. Debido a las reformas de Federico Guillermo, los ingresos del estado se triplicaron durante su reinado, y la carga fiscal por súbdito alcanzó un nivel dos veces el de Francia.
Bajo el gobierno de Federico III (I), los territorios prusianos de Brandeburgo se vieron reducidos a provincias de la monarquía. El testamento de Federico Guillermo habría dividido Brandeburgo-Prusia entre sus hijos, pero su hijo primogénito Federico III con el apoyo del emperador consiguió sucederlo como titular único basándose en el tratado de Gera, que prohibía dividir los territorios Hohenzollern. En 1689, se creó una nueva cámara central para todos los territorios prusiano-brandeburgueses, llamada Geheime Hofkammer (desde 1713: Generalfinanzdirektorium). Esta cámara funcionó como una agencia superior de los territorios, cámaras Amtskammer. El Comisariado de guerra general (Generalkriegskommissariat) emergió como una segunda agencia central, superior a las agencias locales Kriegskommissariat que inicialmente se ocupaban de la administración del ejército, pero hasta 1712 transformadas en una agencia también ocupada de taras de policía e impuestos.

### Lista de territorios
| Nombre                        | Año de adquisición | Notas |
| ----------------------------- | ------------------ | --- |
| Margraviato de Brandeburgo    |                    | territorio central, electorado imperial |
| Ducado de Cléveris            | 1614               | Tratado de Xanten |
| Condado de Mark               | 1614               | Tratado de Xanten |
| Condado de Ravensberg         | 1614               | Tratado de Xanten |
| Ravenstein                    | 1624-1630          | Tratado de Xanten |
| Ducado de Prusia              | 1618               | sucesión como vasallo polaco, vasallo sueco en 1656 (Tratado de Königsberg), soberano desde 1656 (Tratado de Labiau con Suecia) y 1657 (Tratado de Wehlau-Bromberg con Polonia-Lituania), confirmado en 1660 por los firmantes de la Paz de Oliva |
| Obispado de Minden            | 1648               | Paz de Westfalia |
| Principado de Halberstadt     | 1648               | Paz de Westfalia |
| Pomerania Ulterior con Cammin | 1653               | Tratado de Grimnitz (atribución); Paz de Westfalia (atribución); Tratado de Stettin (incorporación); ligeramente ampliado por el Tratado de Saint-Germain-en-Laye (1679)                                                                          |
| Ermland (Ermeland, Warmia)    | 1656               | Tratado de Königsberg (feudo sueco), soberano desde 1656 (Tratado de Labiau), perdido en 1657 (Tratado de Wehlau-Bromberg) |
| Lauemburgo y Tierra de Bütow  | 1657               | Tratado de Bromberg |
| Draheim                       | 1657               | Tratado de Bromberg |
| Ducado de Magdeburgo          | 1680               | sucesión basada en una atribución de la Paz de Westfalia |

(Kotulla (2008), p. 261)

## Religión e inmigración

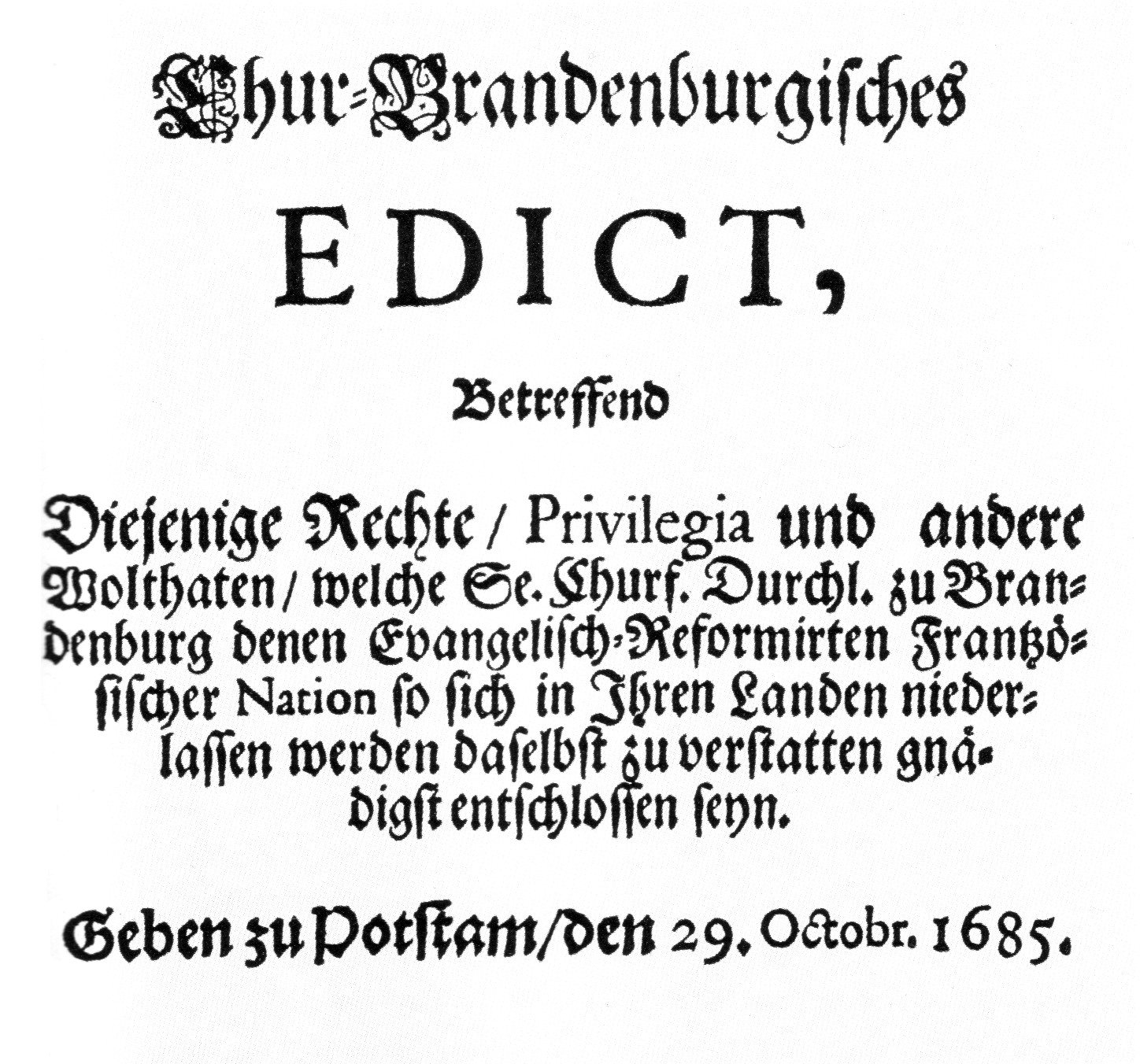
Edicto de Potsdam.

En 1613, Juan Segismundo se convirtió del luteranismo al calvinismo, pero fracasó a la hora de lograr la conversión de los estados por la norma de cuius regio, eius religio. Así, el 5 de febrero de 1615, garantizó a los luteranos libertad religiosa, mientras que la corte electoral siguió siendo en gran medida calvinista. Cuando Federico Guillermo I reconstruyó la economía de Brandeburgo-Prusia, muy afectada por la guerra, atrajo a colonos de toda Europa, especialmente ofreciendo asilo religioso, destacadamente a través del edicto de Potsdam que atrajo a más de 15 000 hugonotes.

## Armada y colonias
Brandeburgo-Prusia estableció una armada y colonias durante el reinado de Federico Guillermo. El Gran Elector había pasado parte de su niñez en la corte de Pomerania y las ciudades con puerto de Wolgast (1631-1633) y Stettin (1633-1635), y después estudió en las universidades holandesas de Leiden y La Haya (1635–1638). Cuando Federico Guillermo se convirtió en elector en 1640, invitó a ingenieros holandeses a Brandeburgo, envió a ingenieros brandeburgueses a estudiar en los Países Bajos y en 1646 se casó con la culta condesa Luisa Enriqueta de la holandesa Casa de Orange-Nassau. Después de la Guerra de los Treinta Años, Federico Guillermo intentó adquirir fondos para reconstruir el país participando en el comercio ultramarino, e intentó fundar una compañía de las Indias orientales prusiano-brandeburguesa. Implicó al anterior almirante holandés Aernoult Gijsels van Lier como consejero e intentó persuadir al emperador y a los príncipes del imperio para que participaran. El emperador, sin embargo, declinó la petición pues consideraba peligroso alterar el interés de otras potencias europeas. En 1651, Federico Guillermo compró Fort Dansborg y Tranquebar a Dinamarca-Noruega por 120.000 reichstáleros. Como Federico Guillermo no fue capaz de reunir esa suma, pidió a varias personas y a las ciudades hanseáticas que invirtieran en el proyecto, pero dado que ninguno fue capaz, o quiso, entregar suficiente dinero, el tratado con Dinamarca fue anulado en 1653.

### Armada
| Navío prusiano-brandeburgués | Navío prusiano-brandeburgués | Navío prusiano-brandeburgués | Navío prusiano-brandeburgués | Navío prusiano-brandeburgués | Navío prusiano-brandeburgués | Navío prusiano-brandeburgués |
| Tipo de buque | Cuenta                       | Cuenta                       | Cuenta                       | Cuenta                       | Cuenta                       | Cuenta                       |
| Tipo de buque | 1675                         | 1680                         | 1684                         | 1689                         | 1696                         | 1700                         |
| --- | ---------------------------- | ---------------------------- | ---------------------------- | ---------------------------- | ---------------------------- | ---------------------------- |
| Fragata | 6                            | 15                           | 16                           | 12                           | 6                            | 4                            |
| Filibote | 1                            | 0                            | 3                            | 4                            | 2                            | 0                            |
| Esnón | 0                            | 1                            | 5                            | 4                            | 1                            | 0                            |
| galiote | 0                            | 5                            | 4                            | 2                            | 1                            | 0                            |
| Yate | 1                            | 4                            | 4                            | 5                            | 5                            | 5                            |
| Otros | 1                            | 1                            | 2                            | 1                            | 4                            | 3                            |
| Fuente: van der Heyden (2001), p. 17. Número total de buques europeos en 1669: 25 000 Número total de buques holandeses en 1669: 16 000 Fuente: van der Heyden (2001), p. 21. |                              |                              |                              |                              |                              |                              |

En 1675, después de su victoria en Fehrbellin y el avance prusiano-brandeburgués en la Pomerania sueca durante la Guerra Escanesa, Federico Guillermo decidió establecer una armada. Contrató como consejero al comerciante y armador Benjamin Raule, quien después de un encuentro personal con Federico Guillermo en 1675 se asentó en Brandeburgo en 1676 y se convirtió en una figura principal en la empresa naval y colonial emergente de los prusianos. Se creó la armada a partir de diez barcos que Federico Guillermo alquiló a Raule, y logró los primeros éxitos en la guerra contra Suecia apoyando el asedio de Stralsund y Stettin y la invasión de Rügen. En Pillau (hoy Baltiysk) en la costa de Prusia oriental, Raule estableció astilleros y amplió las instalaciones portuarias.
Después del Tratado de Saint-Germain-en-Laye (1679), la armada fue usada para atacar a barcos suecos en el mar Báltico, y en 1680, seis buques prusiano-brandeburgueses capturaron el navío español Carolus Secundus cerca de Oostende para presionar a España para que pagase los subsidios prometidos. El buque español fue rebautizado como Markgraf von Brandenburg ('margrave de Brandeburgo') y se convirtió en el buque enseña de una flota Atlántica que enviaron a capturar buques españoles que llevaban plata; no tuvo éxito en esta misión. En los años siguientes, la armada se amplió, y la política de alquilar buques fue sustituida por la de construirlos o comprarlos. El 1 de octubre de 1684 Federico Guillermo compró todos los buques que habían sido alquilados por 110 000 táleros. También en 1684, el puerto de Emden en Frisia Oriental reemplazó a Pillau como la principal base naval prusiano-brandeburguesa. Desde Pillau, parte del astillero, la casa del almirante y la iglesia de madera de los empleados, fueron transferidos a Emden. Como Emden no era parte de Brandeburgo-Prusia, el elector tenía un castillo cerca, Greetsiel, y negoció un acuerdo con la ciudad para mantener una guarnición y un puerto.

### Costa de Oro de África occidental (Großfriedrichsburg)

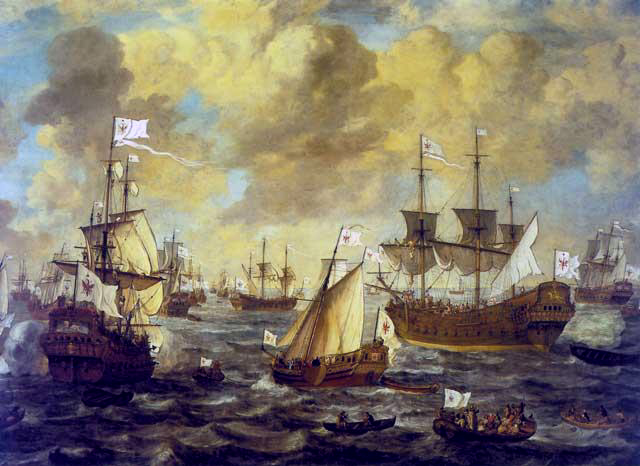
La armada brandeburguesa en mar abierto por Lieve Verschuier, 1684.

En 1679, Raule presentó a Federico Guillermo un plan para establecer colonias en la Guinea africana y el elector lo aprobó. En julio de 1680, Federico Guillermo emitió las correspondientes órdenes, y se seleccionaron dos buques para establecer contactos comerciales con tribus africanas y explorar lugares donde pudieran establecerse colonias. El 17 de septiembre, la fragata Wappen von Brandenburg ('Sello de Brandeburgo') y Morian (forma poética de Mohr, 'negro') marchó hacia Guinea. Los barcos alcanzaron Guinea en enero de 1681. Puesto que la tripulación del Wappen von Brandenburg había vendido un tonel de brandi a los africanos en territorio reclamado por la Compañía Neerlandesa de las Indias Occidentales, estos últimos confiscaron el buque en marzo. La tripulación del otro barco, el Morian, consiguió que tres jefes guineanos firmaran un contrato el 16 de mayo, antes de que los holandeses expulsaran al buque de las aguas costeras. Este tratado, oficialmente declarado como acuerdo comercial, incluía una cláusula de sometimiento de los jefes al superior señorío de Federico Guillermo y un acuerdo permitiendo a Brandeburgo-Prusia establecer un fuerte, y es de esta manera como empezó la era colonial prusiana.
Para facilitar las expediciones coloniales, se fundó la Compañía africana de Brandeburgo el 7 de marzo de 1682, inicialmente con su cuartel general en Berlín y sus astilleros en Pillau, desde 1683 en Emden. A lo largo de su existencia, la compañía estuvo escasa de fondos, y las expediciones eran financiadas por capital privado, incluidas aportaciones de Raule y Federico Guillermo. En julio de 1682, una expedición a las órdenes del prusiano oriental Otto Friedrich von der Groeben fue enviado a Guinea a erigir la fortaleza de Großfriedrichsburg. El 24 de febrero de 1684, otro tratado con jefes indígenas fue firmado que permitió la erección de un segundo fuerte en la cercana Accada (hoy Akwida), llamada Dorotheenschanze por la segunda esposa de Federico Guillermo. El 4 de febrero de 1685, se firmó un tratado con los jefes de Taccararay (hoy Takoradi), a unos 30 kilómetros al este de Großfriedrichsburg. Un cuarto fuerte se construyó en un manantial cerca del pueblo de Taccrama, entre Großfriedrichsburg y Dorotheenschanze, llamado Loge o Sophie-Louise-Schanze. En total, la colonia comprendía aproximadamente 50 kilómetros de costa, y no se extendió tierra adentro.

### Arguin

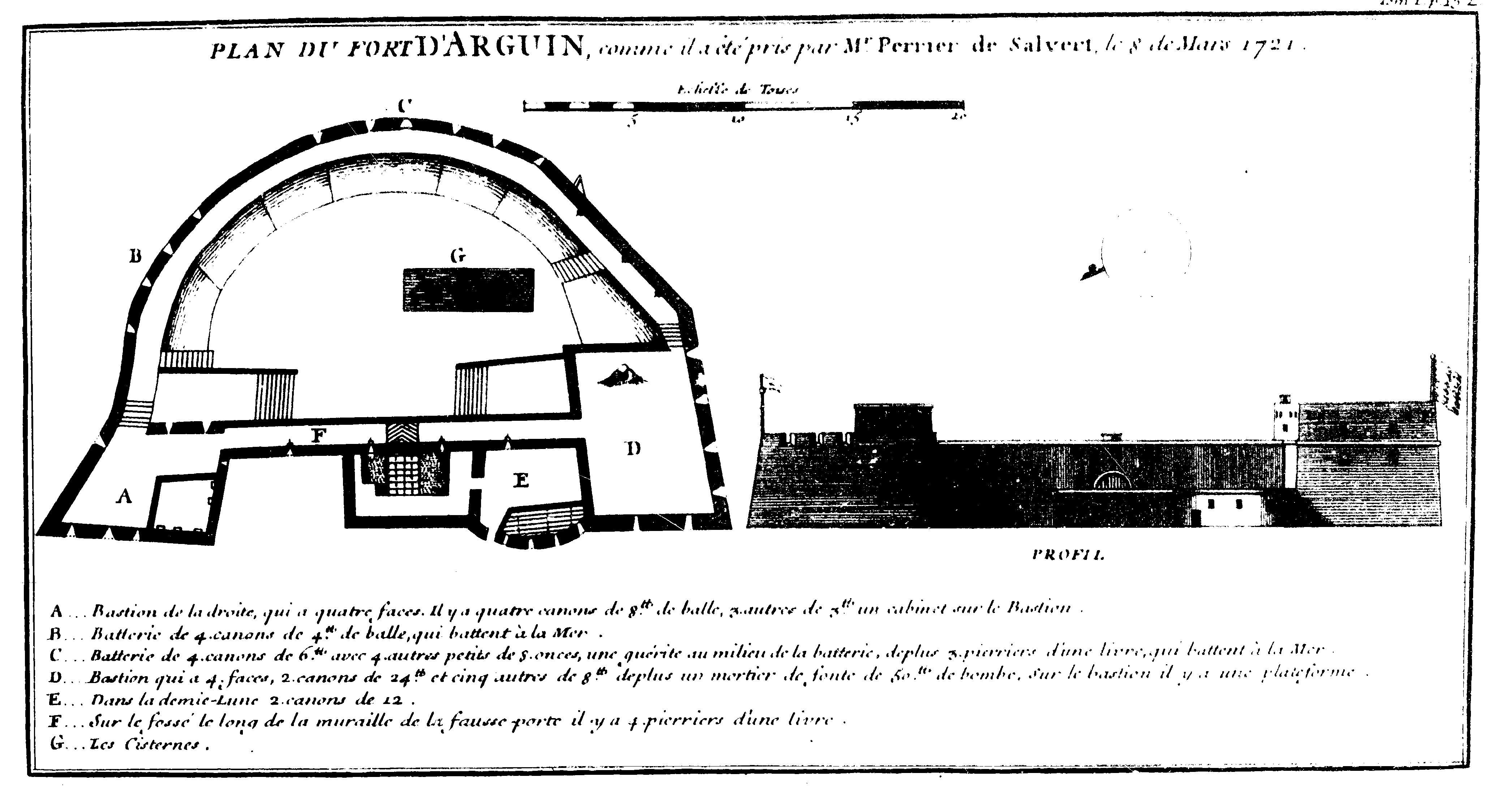
Fuerte Arguin (1721).

Una segunda colonia se estableció en el archipiélago de Arguin frente a la costa de África Occidental (ahora parte de Mauritania). A diferencia de la colonia guineana, Arguin había sido antes una colonia: en 1520, Portugal había construido un fuerte en la isla principal, con el resto de Portugal pasó a control español en 1580. En 1638, fue conquistada por las Provincias Unidas, y en 1678 por Francia, quien debido al alto coste de mantenimiento, lo abandonó y demolió el puerto poco después. El 27 de julio de 1685, Federico Guillermo y Raule organizaron una expedición que tomó posesión de la colonia vacía el 1 de octubre. Posteriormente, el fuerte fue reconstruido y se establecieron contactos con la población indígena. Francia se alarmó y envió un buque para reconquistar el fuerte a finales de 1687, pero el ataque de una fragata francesa y un buque menor fue rechazado por la guarnición prusiana. La victoria mejoró las relaciones con los indígenas, muchos de los cuales habían sido esclavizados por los franceses. Aunque Arguin no alcanzó la importancia económica de Großfriedrichsburg, por un tiempo fue el principal puerto del mundo en el tráfico de esclavos.

### El Caribe
Las colonias africanas permitieron a Brandeburgo-Prusia participar en el comercio triangular, aunque le faltaba un punto comercial en el mar Caribe. En 1684, se le prohibió a Brandeburgo-Prusia la compra de las islas francesas de Santa Cruz y San Vicente. En noviembre de 1685, después de un intento fallido de comprar Santo Tomás a Dinamarca-Noruega, Brandeburgo y Dinamarca alcanzaron un acuerdo que permitía a la Compañía africana brandeburguesa alquilar parte de Santo Tomás como una base durante 30 años, mientras que la soberanía seguiría siendo danesa y la administración con la Compañía danesa de las Indias Occidentales y Guinea. El primer buque brandeburgués llegó en 1686 con 450 esclavos de Großfriedrichsburg. A Brandeburgo-Prusia se le concedió una zona cerca de la capital Charlotte Amalie, llamada Brandenburgery, y otros territorios llamados Krum Bay y Bordeaux Estates más al oeste. En 1688, 300 europeos y varios cientos de esclavos vivían en el terreno brandeburgués. En noviembre de 1695, fuerzas francesas saquearon la colonia brandeburguesa (no a los daneses). En 1731, la compañía prusiano-brandeburguesa en Santo Tomás (BAAC) devino insolvente, y abandonó la isla en 1735. Sus últimos restos fueron vendidos en subasta en 1738.
Brandeburgo-Prusia intentó adquirir Isla Crab en 1687, pero la isla fue reclamada también por Dinamarca, Inglaterra y España, y cuando una segunda expedición en 1692 encontró la isla en manos danesas, el plan se abandonó. 1689, Brandeburgo-Prusia se anexionó la isla de Peter, pero la pequeña roca demostró ser inadecuada para el comercio o el asentamiento. En 1691, Brandeburgo-Prusia y el ducado de Curlandia estuvieron de acuerdo en la partición de Tobago, pero puesto que Curlandia ya no estaba presente en la isla que mientras tanto había sido reclamada por Inglaterra, el acuerdo se anuló, y las negociaciones con Inglaterra no dieron como resultado un acuerdo. En 1695, Brandeburgo-Prusia intentó conseguir Tórtola, pero Inglaterra le denegó el asentamiento. De la misma manera, Inglaterra declinó la oferta de adquirir Sint Eustatius en 1697.